# Klaus Ulsenheimer
Klaus Ulsenheimer (* 13. April 1940 in Duisburg) ist ein deutscher Jurist, Rechtsanwalt, Spezialist für Medizinrecht und außerplanmäßiger Professor für Strafrecht und Strafprozessrecht an der Ludwig-Maximilians-Universität in München.

## Leben
Als Sohn der früh verstorbenen Eheleute Roland Ulsenheimer und Paula Ulsenheimer, geb. Rothdauscher, wuchs Klaus Ulsenheimer in seiner Geburtsstadt Duisburg auf. Dort besuchte er bis zur Ablegung der Reifeprüfung am 3. Februar 1959 das humanistische Landfermann-Gymnasium. Im Anschluss studierte er an den Universitäten in Freiburg, Berlin und Bonn Rechtswissenschaften. Die erste juristische Staatsprüfung legte er am 17. Juli 1963 beim Oberlandesgericht Düsseldorf ab. Ulsenheimer blieb dann jedoch nicht im staatlichen Justizdienst, sondern begann an der Universität in Bonn, bei dem Strafrechtswissenschaftler Hans Welzel mit seiner Dissertation Das Verhältnis zwischen Pflichtwidrigkeit und Erfolg bei den Fahrlässigkeitsdelikten (Korreferent Gerald Grünwald). Parallel nahm er mit dem Wintersemester 1963/64 an derselben Fakultät das Zweitstudium der Volkswirtschaft auf. Unmittelbar nach seiner Promotion zum Dr. jur. am 21. Dezember 1964 trat er zum 1. Januar 1965 die Stelle eines wissenschaftlichen Assistenten an der Seite des Professors für Straf- und Strafprozessrecht an der Ruhr-Universität Bochum, Gerd Geilen an, wo er aber auf eigenen Wunsch zum 31. Juli 1966 ausschied. Ulsenheimer wollte sich zunächst auf den Abschluss seiner im April 1965 begonnen und durch M. Ernst Kamp angeregten Dissertation Untersuchungen zum Begriff Finanzverfassung konzentrieren (Korreferent Fritz Voigt), die er im Juni 1967 mit der Promotion zum Dr. der Wirtschafts- und Geisteswissenschaften beendete (Dr. rer. pol.). Im Jahr 1970 legte Klaus Ulsenheimer schließlich in München die zweite juristische Staatsprüfung ab. Es schloss sich im Sommer 1974 seine Habilitation an der Abteilung für Rechtswissenschaften der Ruhr-Universität Bochum an und im darauffolgenden Jahr seine Niederlassung als Rechtsanwalt in München. In einer renommierten dortigen Sozietät baute er in der Folge eine medizinrechtliche Abteilung auf, die unter anderem mit dem Berufsverband Deutscher Anästhesisten (BDA) zusammenarbeitet.
Neben seiner Beteiligung an der Anwaltssozietät erhielt Klaus Ulsenheimer 1975 als Privatdozent einen Lehrauftrag an der Universität in München. 1981 folgte seine Ernennung zum außerplanmäßigen Professor für Strafrecht und Strafprozessrecht. Zu seiner Vita zählen inzwischen rund 300 wissenschaftliche Veröffentlichungen, von denen anlässlich seines 70. Geburtstags ein Teil in einem Auswahlband erschienen ist, sowie eine größere Zahl an Vorträgen, insbesondere auf dem Sektor des Medizin- und Arztrechts, wo er die Rechtslehre und -sprechung mitprägte. Für die Klinik für Anästhesiologie der Friedrich-Alexander-Universität Erlangen-Nürnberg erstellte er ein Risk-Management-Gutachten. Er gehört für die Rubrik Medizinrecht dem Redaktionskomitee der medizinischen Fachzeitschrift Der Anaesthesist an und war ab 2002 Mitherausgeber der Zeitschrift Anästhesie Intensivmedizin, Notfalltherapie, Schmerztherapie (AINS). Ulsenheimer ist neben anderem Mitherausgeber der Zeitschrift „Medizinrecht“ und seit dem Jahr 2000 des „DIOmed-Aufklärungssystems“. Ferner gehört er zahlreichen Gremien und Kuratorien als Mitglied an.

## Auszeichnungen
- 1997 Korte-Medaille in Gold durch die Deutsche Gesellschaft für Chirurgie[12][4]
- 2000 Franz Kuhn-Medaille durch die Deutsche Gesellschaft für Anästhesiologie und Intensivmedizin[12][4]
- 2010 Anästhesie-Ehrennadel in Gold durch den Berufsverband Deutscher Anästhesisten[12][4]
- 2017 Bundesverdienstkreuz am Bande

## Schriften (Auswahl)
- Das Verhältnis zwischen Pflichtwidrigkeit und Erfolg bei den Fahrlässigkeitsdelikten. (=Bonner Rechtswissenschaftliche Abhandlungen, Band 65) Ludwig Röhrscheid, Bonn 1965 (zugleich Dissertation Rheinische Friedrich-Wilhelms-Universität Bonn, Rechts- und Staatswissenschaftliche Fakultät 1964).
- Untersuchungen zum Begriff Finanzverfassung. Beiträge zur Erforschung der wirtschaftlichen Entwicklung, Heft 13, Bonn 1967 (zugleich Dissertation Rheinische Friedrich-Wilhelms-Universität Bonn, Rechts- und Staatswissenschaftliche Fakultät).
- Grundfragen des Rücktritts vom Versuch in Theorie und Praxis. Verlag Walter de Gruyter, Berlin / New York 1976, ISBN 3-11-006509-6 (zugleich Habilitationsschrift Ruhr-Universität Bochum, Abteilung für Rechtswissenschaft 1974).
- mit Klaus Bernsmann (Hrsg.): Bochumer Beiträge zu aktuellen Strafrechtsthemen. Vorträge anlässlich des Symposiums zum 70. Geburtstag von Gerd Geilen. Carl Heymanns Verlag, Köln 2003, ISBN 978-3-452-25290-6.
- mit Dietrich Berg: Patientensicherheit, Arzthaftung, Praxis- und Krankenhausorganisation. Springer-Verlag, Berlin 2006, ISBN 3-540-23677-5.
- Arztstrafrecht in der Praxis. 5. Auflage, C. F. Müller, Heidelberg 2015, ISBN 978-3-8114-4610-6.
- Die Entwicklung der Rechtsprechung zur Stärkung der Patientenrecht – brauchen wir eine Patientencharta? In: Festschrift 10 Jahre Arbeitsgemeinschaft Medizinrecht. Deutscher Anwaltverlag, Bonn 2008, ISBN 978-3-8240-1001-1, S. 121–135.